# Coatbridge
Coatbridge (gael. Drochaid a' Chòta) – miasto w hrabstwie North Lanarkshire, w południowej Szkocji. Razem z położonym na wschód od niego Airdrie tworzy aglomerację zwaną Monklands. Miasto jest częścią obszaru zurbanizowanego Greater Glasgow. W 2011 roku liczba mieszkańców przekroczyła 43 tysiące.
W mieście rozwinął się przemysł chemiczny, farmaceutyczny oraz materiałów budowlanych.

## Historia
Są różne teorie, co do pochodzenia nazwy miasta. Coatbridge po raz pierwszy pojawia się na XIX wiecznych mapach, chociaż mapy z 1750 roku wspominają o 'Cottbrig' jako małym przysiółku w Old Monkland. W Older Scots 'Cot(t)' (chata) and 'brig' (most). 
Nazwa "Monklands" wywodzi się z faktu, że ziemia należała do cystersów z opactwa Newbattle, dana im przez króla Malcolma IV w 1162 roku. Mnisi wydobywali węgiel i uprawiali ziemię, aż do czasu reformacji, kiedy odebrano im ziemię i oddano prywatnym posiadaczom. W 1641 roku parafia Monklands została podzielona na New Monkland (obecnie Airdrie) i Old Monkland (obecnie Coatbridge). W 1745 roku książę Karol Edward Stuart i jego armia zajęli Coatbridge podczas marszu na Edynburg. 
Coatbridge uzyskało prawa miejskie w roku 1885. W XVIII wieku powstał kanał Monklands, mający transportować węgiel do Glasgow. Przemysł, który powstał w związku z obecnością rudy żelaza, wymagał dużej liczby pracowników do jej wydobycia i pracy przy piecach. Dzięki temu Coatbridge stało się popularnym celem dla ogromnej liczby Irlandczyków przybyłych do Szkocji. Żelazne pręty i płyty wytwarzane w Coatbridge były wykorzystywane w całym Imperium Brytyjskim, m.in. do wytwarzania pancerzy brytyjskich okrętów podczas wojny krymskiej.

## Kultura
Dziewiętnastowieczna poetka, Janet Hamilton, umarła w Langloan w 1873 roku. Z Coatbridge pochodzą Annie Donovan, Des Dillion i Brian Conaghan. Coatbridge często pojawia się w twórczości tego drugiego. Dwie książki o mieście zostały przerobione na sztuki teatralne.
Mark Millar, twórca serii komiksów "Wanted", urodził się w tym mieście. Co roku odbywa się Deep Fried Film Festival. 
Coatbridge jest znane ze swych irlandzkich powiązań. Co roku w mieście odbywa się St. Patrick's Day Festival sponsorowany przez irlandzki rząd i firmę Guinness.

## Sport
Miasto posiada lokalną drużynę piłkarską Albion Rovers.

## Znani ludzie
- James Stirling – pierwszy gubernator Australii Zachodniej
- Margaret Skinnider – nauczycielka, potem członkini IRA.
- Johnny Russel – szkocki piłkarz
- Ricky Burns – szkocki bokser, obecny mistrz świata WBO
- Tony Watt – szkocki piłkarz
- Mark Millar – pisarz, twórca komiksów.